# Dombeya shupangae
Dombeya shupangae är en malvaväxtart som beskrevs av Karl Moritz Schumann. Dombeya shupangae ingår i släktet Dombeya och familjen malvaväxter. Inga underarter finns listade i Catalogue of Life.